# Pandemie covidu-19 ve Vatikánu
Pandemie covidu-19 se do Vatikánu rozšířila 6. března 2020. První hlášený případ byl cizí státní příslušník. Všech dvanáct nakažených se uzdravilo.
V důsledku pandemie byly omezeny veřejné aktivity papeže Františka a rovněž byla uzavřena vatikánská muzea a Svatopetrská bazilika spolu s náměstím.

## První případy
Dne 6. března 2020 Vatikán ohlásil první případ nákazy koronavirem SARS-CoV-2, ale nejednalo se o vatikánského občana. Následovaly další případy, vzhledem k nízkému počtu obyvatel Vatikánu byly počty v řádu jednotek.

### Graf
| Případy koronaviru SARS-CoV-2 ve Vatikánu () Úmrtí Zotavení Aktivní případy bředubkvěčerčecsrpzářříjPosledních 15 dnůPosledních 15 dnů | Případy koronaviru SARS-CoV-2 ve Vatikánu () Úmrtí Zotavení Aktivní případy bředubkvěčerčecsrpzářříjPosledních 15 dnůPosledních 15 dnů | Případy koronaviru SARS-CoV-2 ve Vatikánu () Úmrtí Zotavení Aktivní případy bředubkvěčerčecsrpzářříjPosledních 15 dnůPosledních 15 dnů | Případy koronaviru SARS-CoV-2 ve Vatikánu () Úmrtí Zotavení Aktivní případy bředubkvěčerčecsrpzářříjPosledních 15 dnůPosledních 15 dnů | Případy koronaviru SARS-CoV-2 ve Vatikánu () Úmrtí Zotavení Aktivní případy bředubkvěčerčecsrpzářříjPosledních 15 dnůPosledních 15 dnů |
| --- | --- | --- | --- | --- |
| Datum | Datum | | Počet případů | Počet případů |
| 2020-03-05 | 2020-03-05 | | 1(+100 %) | |
| ⋮ | ⋮ | | 1(=) | |
| 2020-03-24 | 2020-03-24 | | 4(+300 %) | |
| ⋮ | ⋮ | | 4(=) | |
| 2020-03-28 | 2020-03-28 | | 6(+50 %) | |
| ⋮ | ⋮ | | 6(=) | |
| 2020-04-02 | 2020-04-02 | | 7(+16,6 %) | |
| ⋮ | ⋮ | | 7(=) | |
| 2020-04-08 | 2020-04-08 | | 8(+14,3 %) | |
| ⋮ | ⋮ | | 8(=) | |
| 2020-04-20 | 2020-04-20 | | 9(+12,5 %) | |
| ⋮ | ⋮ | | 9(=) | |
| 2020-04-28 | 2020-04-28 | | 10(+11,1 %) | |
| 2020-04-29 | 2020-04-29 | | 10 | |
| 2020-04-30 | 2020-04-30 | | 11(+10 %) | |
| ⋮ | ⋮ | | 11(=) | |
| 2020-05-06 | 2020-05-06 | | 12(+9,1 %) | |
| ⋮ | ⋮ | | 12(=) | |
| 2020-06-06 | 2020-06-06 | | 12 | |
| ⋮ | ⋮ | | 12(=) | |
| 2020-10-12 | 2020-10-12 | | 19(+4,5 %) | |
| ⋮ | ⋮ | | 19(=) | |
| 2020-10-15 | 2020-10-15 | | 26(+6 %) | |
| Zdroj: - Worldometers | | | | |

## Reakce Svatého stolce

### Provoz Městského státu Vatikán a Římské kurie
Vatikánský městský stát v souvislosti s epidemií uzavřel v neděli 8. března 2020 Vatikánská muzea a od 10. března baziliku sv. Petra a Svatopetrské náměstí. Opatření platilo předběžně 3. dubna.
Vatikánská lékárna a supermarket zůstaly otevřeny. Zavřeny byly obě pošty na svatopetrském náměstí, dvě prodejny knih, fotografická služba, obchod s oděvy či jídelna pro zaměstnance.
Úřady Svatého stolce a Vatikánského městského státu nadále fungovaly a vykonávaly svoji činnost. Úřad pro komunikaci dne 25. března 2020 dočasně zastavil tisk novin L’Osservatore Romano, a vydával je pouze v elektronické podobě. Někteří zaměstnanci Vatikánu přešli na práci z domova.

### Úpravy papežského programu
Papež František v souvislosti se silným nachlazením na konci února zrušil většinu svého veřejného programu. Test na koronavirus byl u něj negativní.
Kvůli epidemii se pravidelné ranní mše svaté v Domě sv. Marty konaly bez účasti lidu. Středeční generální audience a nedělní modlitba Anděl Páně byla vysílána prostřednictvím Vatican News z knihovny. Obřady Svatého týdne a Velikonočního tridua se uskutečnily bez přítomnosti poutníků, opět byly vysílány online.

### Požehnání Urbi et orbi
V neděli 22. března při tradiční polední modlitbě Anděl Páně papež František pozval věřící na modlitební setkání v pátek 27. března. Papež se modlil na prázdném Svatopetrském náměstí, věřící byli pozváni k účasti prostřednictvím přímých přenosů. Modlitební setkání bylo zakončeno zcela výjimečně požehnáním Urbi et orbi s možností získat plnomocné odpustky.
Papež poděkoval všem zdravotníkům, prodavačkám a mimo jiné i rodičům. „Je nám jasné, že všichni jsme na jedné lodi, všichni jsme slabí a dezorientovaní, zároveň ale důležití a potřební, neboť my všichni jsme byli povoláni, abychom společně veslovali,“ řekl mimo jiné papež František.
| „                 | Neslyšeli jsme chudé, neprozřeli jsme tváří v tvář válkám a nespravedlnostem. Je čas si vybrat mezi tím, na čem záleží, a tím, co pomíjí. | “ |
| — papež František | |   |